# III Congresso Olimpico
Il III Congresso Olimpico venne organizzato dal Comitato Olimpico Internazionale dal 9 al 14 giugno 1905 a Bruxelles, in Belgio.

## Il Congresso

### Premesse
I Giochi della II Olimpiade di Parigi del 1900 ebbero molti problemi organizzativi: coordinati dal comitato organizzatore dell'Esposizione Universale dello stesso anno, ricevettero poca attenzione da parte del pubblico che preferì concentrarsi sulle attrazioni dell'Expo parigina e furono caratterizzati da una generale confusione dovuta alla mancanza di regole definite e di criteri di valutazione univoci. Molti membri del CIO proposero quindi l'organizzazione di un incontro per introdurre degli standard uniformi e un codice sportivo ben preciso. De Coubertin approfittò della visita di Leopoldo II del Belgio nel 1901 a Parigi per proporgli di ospitare un Congresso Olimpico a Bruxelles nel 1903 e di assumerne il patrocinio; Henri de Baillet-Latour venne invece posto a capo del comitato organizzatore.
De Coubertin era dell'opinione che le regole sportive relative ai Giochi olimpici non dovessero essere approvate in modo forzoso dal CIO, proponendo così di ricercare tramite un questionario le diverse consuetudini delle varie associazioni sportive sparse per il mondo, armonizzando in questo modo le norme esistenti; tuttavia il Congresso di Bruxelles dovette essere rinviato al 1905 per motivi organizzativi e per le dimissioni del Presidente del comitato organizzatore dei Giochi della III Olimpiade di Saint Louis e così risultò l'indagine che sarebbe stata discussa nell'incontro belga fosse già di fatto obsoleta. Il nobile francese colse così l'occasione per dare al Congresso una svolta pedagogica, proponendo come tema cardine dell'incontro varie "Questioni di sport ed educazione fisica".

### Svolgimento
L'incontro, la cui denominazione ufficiale fu "Congrès International de Sport et d'Education physique", si tenne al Palazzo delle Accademie della capitale belga ed ebbe un grande respiro internazionale, grazie al fatto che vi parteciparono 205 delegati prevenienti da 21 diverse nazioni (inclusi 15 membri del CIO), con rappresentanti di 14 governi, 9 università e 54 federazioni sportive; notevole fu anche la presenza di personalità della società civile, che fino a quel momento non avevano avuto modo di confrontarsi nel dibattito sportivo, tra cui medici, giornalisti, funzionari sportivi, scienziati, insegnanti e ufficiali. Il discorso d'apertura fu tenuto da Marcel Prévost, argomentando sul tema de "la mente nella scuola dello sport".
Con l'apertura dei dibattiti, si trattò in particolare degli incontri sportivi tra le nazioni e sull'istituzione di regole precise per tutti gli sport. Si crearono poi tre gruppi di lavoro, uno relativo alla pedagogia presieduto da Frits van Tuyll van Serooskerken, uno sullo sport retto da Eugenio Brunetta d'Usseaux e uno relativo ad alcune questioni di educazione fisica, coordinato da Egbert Hoyer von der Asseburg.

### Conclusioni
I temi pedagogici alla base del Congresso fecero sì che tra le conseguenze concrete del meeting vi fossero numerose raccomandazioni riguardanti l'importanza dell'esercizio atletico in tutte le scuole, per cui venne suggerito in particolare di svolgere attività fisica quotidianamente, e lo sviluppo dello sport nella società, con l'auspicio di avere impianti atletici in ogni comunità. Per quanto riguarda l'aspetto sportivo, venne posta poi particolare attenzione agli sport invernali, specificamente allo sci alpino, e al calcio, esaltando il valore educativo e comunitario di quest'ultimo. Il Congresso rimandò invece la discussione relativa allo sport femminile.
Il Comitato Olimpico Internazionale confermò l'organizzazione dei Giochi olimpici intermedi di Atene del 1906, decisa durante il II Congresso Olimpico per celebrare il decimo anniversario dalle prime Olimpiadi dell'era moderna, nonostante lo stesso Pierre de Coubertin fosse contrario a tale manifestazione.